# تجسس
التجسس هو عملية الحصول على معلومات ليست متوفّرة عادةً للعامّة، وهو أحد الأنواع والسبل الملتوية في الحروب الحديثة والقديمة إضافة إلى أنه يمثل تربصاً «وخطراً داهماً» لكلا طرفي الحرب.
والجاسوس هو الشخص الذي يعمل في الخفاء أو تحت شعار كاذب ليحصل على معلومات عن العمليات العسكرية لدولة محاربة بهدف إيصالها للعدو، فهم يعملون في وقت الحرب والسلم ويحصلون على معلومات لتعزيز جبهة الدولة التي يتجسسون لحسابها، في حالة نشوب حرب جديدة في الحصول على معلومات عن تطور الأسلحة الحربية في الدول الأخرى وما وصلت إليه من تكنولوجيا حديثة، ومن اجل تقوية الصراع القائم بين الدول على القواعد الاستراتيجية والسيطرة على مناطق النفوذ، والاستفادة من الاضطرابات السياسية في بقاع العالم، مثل مشكلة فلسطين والعراق عن طريق دس الفتن والمؤامرات السياسية لخدمة مصالحها السياسية والاستراتيجية

## تاريخ التجسس
شهد التاريخ عدة أحداث وثقت عمليات التجسس توثيقاً جيداً، وقد كانت بين جيشى الصين و الهند وتم فيها استخدام عمليات التجسس والاغتيالات والعملاء السريين،
وكان المصريون القدماء قد نظموا عمليات التجسس تنظيما دقيقا، و العبرانيين استخدام الجواسيس كذلك، وكان نظام الجواسيس أيضا سائد في الإمبراطوريات اليونانية و الرومانية خلال القرنين الثالث عشر والرابع عشر، وقد اعتمد المغول اعتمادا كبيرا على التجسس في فتوحاتهم في آسيا و أوروبا، وقد كانت اليابان الإقطاعية غالبا ما تستخدم النينجا لجمع المعلومات الاستخباراتية، ولعب الجواسيس دورا هاما في إنجلترا إليزابيث. وأنشئت أيضا العديد من وسائل التجسس الحديثة منذ ذلك الحين.
وقد شهدت الحرب الباردة المشاركة المكثفة لأنشطة التجسس بين الولايات المتحدة الأمريكية وحلفائها و الاتحاد السوفيتي وجمهورية الصين الشعبية وحلفائهما، لا سيما ما يتصل أسرار الأسلحة النووية. في الآونة الأخيرة، واستهدفت وكالات التجسس وتجارة المخدرات غير المشروعة وتلك التي تعتبر الإرهابيين. منذ عام 2008 واتهمت الولايات المتحدة لا يقل عن 57 مدعى عليهم لمحاولة تجسس على الصين.

## عقاب الجاسوس
1- عقاب جاسوس الحرب هو الإعدام.
2- عقاب جاسوس السلم هو السجن لمدة معينة.

## معنى كلمةمخابرات
المخابرات قديماً كان يطلق عليها المستطلعين أو الجنود المستكشفين أو قناصة الاستطلاع، مهمتهم جمع الأخبار أو المعلومات عن جيش الأعداء وعدته وأماكن تجمعه وتحركه ويمنحه القانون الدولي حصانة.
قال لوديك: أن الجاسوس لا يحتاج إلى وسيلة إخفاء مجددة فقط، بل كذلك يحتاج إلى مهارة ليلعب دوراً لشخصيته التي يتخيرها لاختفائه ومن الأهمية أن يكون ممثلاً بارعاً وان يكون سريع البديهة قادراً على أن يواجه في ثبات واتزان اخطر المواقف وأعقدها.

## أهداف التجسس
1- تحديد الموارد الطبيعية: الإنتاج الاستراتيجي والتقييم (الغذاء والطاقة والمواد)
2- معرفة السياسات الداخلية والخارجية للدولة
3- وكلاء توظيف في كثير من الأحيان من طواقم مجال الصحافة، طلاب الدراسات العليا تبادل الباحثين وعلم الاجتماع القوة الاقتصادية الاستراتيجية (الإنتاج، والبحث، والتصنيع، والبنية التحتية)
4- وكلاء معينين من الأوساط الأكاديمية العلوم والتكنولوجيا والمؤسسات التجارية، وأكثر من ذلك نادرا من التكنولوجيين الاستخبارات العسكرية القدرة العسكرية (، دفاعية هجومية، مناورة والبحرية والجوية والفضاء)
5- مكافحة التجسس

## تعريف الجاسوس المزدوج
الجاسوس الذي يعمل لحساب دولتين في وقت واحد (جاسوس بوجهين) وهو أذكى وأخطر أنواع الجواسيس فلا يمكن أن ينجح في هذه المهمة سوى الشخص الذي يتصف بالذكاء والمكر الشديد حتى يستطيع أن يكسب ثقة الطرفين ويخدع كل منهما في نفس الوقت وغالباً ما تكون حياة الجاسوس المزدوج هي رهن لأي خطأ بسيط يقع فيه دون قصد، لكن ما يحققه من مكاسب كبيرة من هذه اللعبة الخطرة يجعله لا يبالي حتى بحياته في سبيل ما يحصل عليه من أموال من كلتا الدولتين.
- مثال على الجاسوس المزدوج (جورج بليك) كان دبلوماسياً إنجليزياً وعميلاً للمخابرات الإنجليزي في ألمانيا أثناء الحرب العالية الثانية، ولكنه في نفس الوقت كان شيوعياً يتجسس لحساب روسيا.

## الجاسوسية
هي عبارة عن علم له قواعده، وأصوله التي يجب إرشاد الجواسيس إليها ليتمكنوا من إنجاز وأداء واجباتهم كما تتطلبها الغاية التي يسعون إليها.

## أصل الجواسيس
- أسباب تجنيد «الجواسيس الداخليين»؛ (الثغرات التي تستغلها «أجهزة المخابرات» لتجنيد عملائها): -

1- استغلال حاجتهم الملحة إلى «المال» بسبب الفقر، أو ضعف الذات.
2- استغلال «نقاط ضعفهم» الرئيسية، مثل: حبهم إلى حياة الليل، والليالي الحمراء التي تُهيئها الأجهزة «المعادية» (عمليات الكنترول).
3- تورطهم من دون وعي، ووضعهم أمام «الأمر الواقع» من قبل مخابرات عدوهم، وتهديدهم بكشف أعمال سبق أن ارتكبوها.
- صفات الجاسوس «المثالي» (صفات العميل): -

1- أن تكون روحه المعنوية عالية، وان يتحلى بالذكاء وحسن البديهة والشجاعة.
2- أن يتصف باللباقة وحسن التصرف وان يكون نشيطاً للقيام بالأعمال التي تتطلب الجرأة.
3- أن يتصف الجاسوس بقوة الذاكرة: وتسجيل المعلومات في رأسه دون أن ينسى وحب المغامرة وان يعرف كيف يعامل الناس، وكيف تناقش الآراء، وأن تتوافر له القدرة العملية في المسائل التي تحتاج إلى المهارة المهنية.
4- أن يكون متزن العاطفة، أي لا تهزه المؤثرات العاطفية وان تتوافر له الطاقة والاحتمال تحت الظروف المجهدة وان يكون صبوراً هادئ الطبع وموفور الصحة.
5- أن تتوافر له القدرة على مسايرة غيره من الناس وان يعمل كفرد طاقم، وأن يفهم نقاط الضعف، والحماقة مع الآخرين مع التخلص هو نفسه من نقاط الضعف والحماقة.
6- أن يعرف كيف يوجد في غيره روح التعاون، وان يكون قادراً على تنظيم وإدارة وقيادة الآخرين وان يكون راغباً في احتمال المسؤولية.
7- أن يكون دقيقاً في عمله، صائب الرأي دقيق الحكم يعرف كيف يعقل لسانه ويغلق فمه، أميناً على الأسرار.
8- أن يكون جريئاً، سريع الحركة صلب العود خشناً.
9- أن تتوافر له القدرة على ملاحظة كل شيء، وعلى دقة تذكر التفاصيل، وان يكون قادراً على إعداد التقارير بمهارة ودقة، ويسر، وأن يقدر قيمة ملاحظاته.
10- أن يكون قادراً على الخداع، والتضليل عندما يكون هذا الخداع أو التضليل، ضرورة ملحة.
- قال (الين دالاس) في كتاب حرفة المخابرات: بعض المؤهلات التي يجب أن تتوفر في ضابط المخابرات الناجح وهي:-

1- يجب أن يكون قادراً على أن يعمل مع الآخرين تحت ظروف شاقة.
2- يجب أن يتعلم كيف يميز بين الحقيقة والخيال.
3- يجب أن يكون لديه حب استطلاع وان يكون قادراً على التفرقة بين ما هو ضروري وما هو غير ضروري.
4- يجب أن يكون على قدر كبير من البراعة والتفنن ويجب أن ينتبه إلى التفاصيل وان يتعلم متى يلزم الصمت
5- يجب أن يكون قادراً على أن يعبر عن الأفكار بوضوح واختصار وبطريقة مشوقة وان يكون متفهماً لوجهات النظر الأخرى وطرق التفكير الأخرى، وطرق السلك الأخرى.
6- يجب أن لا يغالي في طموحه أو قلقه، من حيث الجزاء الشخصي على شكل شهرة أو ثروة فهذه لن يحصل عليها في عمل المخابرات.
7- يجب أن يبذل جهده في الحصول على المعرفة سواء في مجال الفنون والعلوم الاجتماعية وخاصة في علم التاريخ والجغرافيا.
8- يجب أن يكون على وعي سياسي، يجمع بين مواهب الثقافة، والإدراك.
9- يجب أن يكون مرناً في التفكير، فإن ضيق الأفق لا يخلق من الشخص رجل مخابرات ناجحاً.
10- يجب أن يكون قادراً على الموازنة بين الجرأة وإجراءات الأمن.
11- يجب أن يكون مُلِماً بلغة أجنبية وخاصة لغة المنطقة التي يعمل بها.
12- يجب أن يكون على دراية بالعوامل السيكولوجية التي تحدد سلوك الإنسان كفرد في المجتمع وأن تكون لديه حلكة الابتكار وان يمارس هواياته تساعده على قتل الملل الذي يعتريه نتيجة تعقيدات وأسلوب عمله.

## أهم صفات الجواسيس وأعمالهم
1- فتح مكاتب تجارية بالتعاون مع أفراد البلادالتي يعيشون فيها.
2- عرض رؤوس الأموال لتأسيس شركات وتنفيذ مشاريع عمرانية وإنشائية بالتعاون مع أبناء البلد.
3- المشاركة في الصحف ودور النشر.
4- شراء فنادق جاهزة أو إنشائها بنفس الطريقة.
5- الانتقال إلى البلد المطلوب التجسس فيه، والتظاهر بممارسة مهنة معينة يحتاج إليها أبناء ذلك البلد مثل تصنيع ساعات أو راديو.
6- يضاف إلى ذلك الملحقون الثقافيون والعسكريون والتجاريون في السفارات يعمدون إلى جمع المعلومات من مختلف المصادر وإن بعضهم يجند من أبناء البلاد لمدهم بالمعلومات مقابل بعض المال.

## وظيفة المخابرات
يميز المخابرات صفة السرية وهذه الصفة لها ثلاثة صفات: -
1- إن مهام المخابرات هي الحصول على أسرار الدول الأجنبية وحماية أسرار الدولة الخاصة ضد التجسس الأجنبي.
2- إن نشاط المخابرات يجب أن يمارس في سرية تامة.
3- إن إنشاء جهاز المخابرات نفسه يجب أن يظل طي الكتمان.

## معدات وأجهزة المخابرات (التجسس) أهمها
1- يتعين الجاسوس أثناء مهمته بأجهزة تنصت صغيرة لنقل الحديث من على بعد ويسهل إخفائهاوتكون على شكل قلم أو علبة كبريت أو علبة سجائر، أو زر قميص أو أشكال أخرى، ويثبت داخل المكان المراد التصنت عليه مثل: تحت المكتب أو على الحائط مثلما يحدث داخل السفارات حيث يقوم رجال الأمن بالكشف عن مثل هذه الأجهزة داخل أماكن الاجتماعات السرية وذلك باستخدام جهاز لمسح التصنت كان السبب في الكشف عن (فضحية ووترغيت)التي أدت إلى عزل الرئيس الأمريكي (نيكسون) حيث قام بعض رجال نيكسون بإخفاء عدد من هذه الأجهزة داخل مقر الحزب الديمقراطي للتنصت على ما يدور داخله أثناء فترة الانتخابات.
2- كاميرات التصوير: يستخدمها الجواسيس في عملياتهم التجسسية. الأحجام الصغيرة يمكن إخفائها داخل علبة السجائر أو الولاعة. وبعض الأنواع يمكنها التصوير في الظلام.
3- أفلام التصوير: ميكرورتس هي أفلام صغيرة جداً خاصة بعمليات التجسس بالرغم أنها صغيرة الحجم يمكن أن تحمل عدداً كبيراً من الكلمات يتم تجهيز هذه الأفلام ويقوم الجاسوس بتصوير المستند المطلوب بالكاميرا السرية، بتصوير الصورة مرة أخرى لتصغير حجمها ثم يعاد التصوير أكثر من مرة حتى يتم اختزال حجم الصورة لتصبح في النهاية نقطة بواسطة سرنجة خاصة ثم يلصقها ضمن الكلام بأي كتاب ليحمل الكتاب بعد ذلك عائداً إلى بلده، وهناك يتم تكبير الصورة وتحميض الفيلم.
4- أجهزة اللاسلكي يوجد منها على أشكال مختلفة صغيرة الحجم على شكل علبة كبريت كلما صغر حجم جهاز اللاسلكي كلما صغر مجاله.
5- استخدام الحبرالسري، والشيفرة والكود.
6- الاستعانة بالصحف اليومية في أعمال الجاسوسية بطريق غير مباشرة في نقل الرسائل السرية على طريقة الكود حيث يقوم الكود الجاسوس بنشر برقية معينة في الصحف تحمل معنى متفقاً عليه بين الجاسوس وأعوانه (مثل ألف مبروك لعقد قران فلان، الآنسة فلانة، أو انتهت العملية بسلام، بانتظار الإشارة بالعودة.
7- الراديو وسيلة أخرى للجاسوسية يلجأ الجواسيس إلى الاستعانة بالإرسال الإذاعي لبث المعلومات السرية بطريقة خفية من خلال أحاديث عادية، أو إرسال برقيات تهنئة أو سماع برامج الراديو الأجنبية تسمع وتراقب أثناء الحرب العالمية الثانية حتى لا تنقل تعليمات للجواسيس أو معلومات سرية يتم نقلها تحت ستار الإذاعة البريئة.
8- الحقيبة الدبلوماسية: وسيلة مأمونة لنقل الأسرار وهي إحدى الوسائل المأمونة لنقل كل أنواع المحظورات عبر حدود البلاد، فاستخدمت الجاسوسية لنقل المستندات والوثائق السرية خارج البلاد، بفضل تمتع صاحبها بحصانة دبلوماسية تمنع تفتيش حقيبته.
- تتكون شبكة الجواسيس من رئيس الشبكة (الرجل الكبير وهو مجهول).

حاملو الرسائل، العميل السري، العميل المزدوج، الجاسوس، مخزن المعلومات، خيال الظل.
هناك أنواع من الجواسيس:
- الجواسيس المحليين: جواسيس محليين من عند العدو.
- الجواسيس الداخليين: أعضاء أو قادة لدى نظام أو جيش العدو.
- الجواسيس المرتدين (العميل المزدوج): جواسيس العدو الذين تم كشفهم وتسخيرهم لخدمتك.
- الجواسيس المكشوفين: جواسيس يتم تسليمهم إلى العدو عن طريق جواسيسك، فهم أشبه بتمويه لإخفاء جواسيسك الحقيقيين.
- الجواسيس الناجين (العاديين): الجواسيس من طرفك الذين ترسلهم ليعرفوا معلومات عن معسكر العدو.

## وصلات خارجية
- جاسوية حربية